# Upper Gravenhurst
Upper Gravenhurst – wieś w Anglii, w hrabstwie ceremonialnym Bedfordshire, w dystrykcie (unitary authority) Central Bedfordshire. Leży 15 km na południe od centrum miasta Bedford i 59 km na północ od centrum Londynu.